# Angelo Ciocca
Angelo Ciocca (Pavía, 28 de junio de 1975) es un político italiano. El 7 de julio de 2016, en sustitución de Gianluca Buonanno, fallecido en accidente de tráfico, se convierte en nuevo parlamentario europeo de la VIII Legislatura.

## Biografía
Aunque nacido en Pavía en 1975, Angelo Ciocca creció en la localidad de San Genesio ed Uniti. Estudió ingeniería civil en la Universidad de Roma III y se graduó en Ingeniería de la edificación por la Universidad Paulo Freire de Nicaragua, según una nota de la prensa local parcialmente rectificada por el interesado.

### Actividad política
Empieza su actividad política en 1996, cuando se inscribe en la Liga Norte. En 2001 es elegido concejal de Urbanismo del Ayuntamiento de San Genesio ed Uniti, manteniendo el cargo hasta junio de 2010. De 2006 a 2010 fue además responsable de Actividades Productivas y Formación de la Provincia de Pavía.
En la primavera del 2009, antes de las elecciones regionales, Ciocca es acusado de encuentros personales con exponentes de la 'Ndrangheta de Pavía. En las elecciones regionales de 2010 en Lombardia, Ciocca es candidato en las listas de la Liga Norte y es elegido, alcanzando 18.910 votos, el más votado de Lombardia.
A las siguientes elecciones regionales de 2013 vuelve a ser candidato, resultando nuevamente elegido consejero. En el nuevo parlamento regional, asume el cargo de presidente de la Comisión Actividades Productivas y Ocupación. En las elecciones europeas de 2014 participó por la circunscripción Italia noroccidental (que comprende Lombardia, Piamonte, Liguria y Valle de Aosta), pero no salió elegido.
El 7 de julio de 2016, tras la muerte de Gianluca Buonanno (que lo precedía en lista), se convierte en nuevo parlamentario europeo de la VIII Legislatura y renuncia a su puesto de consejero regional de Lombardia.